# Hilari de Poitiers
Hilari de Poitiers, en llatí Hilarius Pictaviensis, (Pictavium, actual Poitiers, ca. 300 - ca. 368) va ser bisbe de Poitiers i doctor de l' Església del segle iv. De vegades se l'anomenava el "Martell dels Arians " (Malleus Arianorum) i l'"Atanasi d'Occident". El seu nom prové de la paraula llatina que significa feliç o alegre. A més de la seva important tasca com a bisbe, Hilari estava casat i va ser el pare d'Abra de Poitiers, una monja i santa coneguda per la seva caritat.

## Joventut

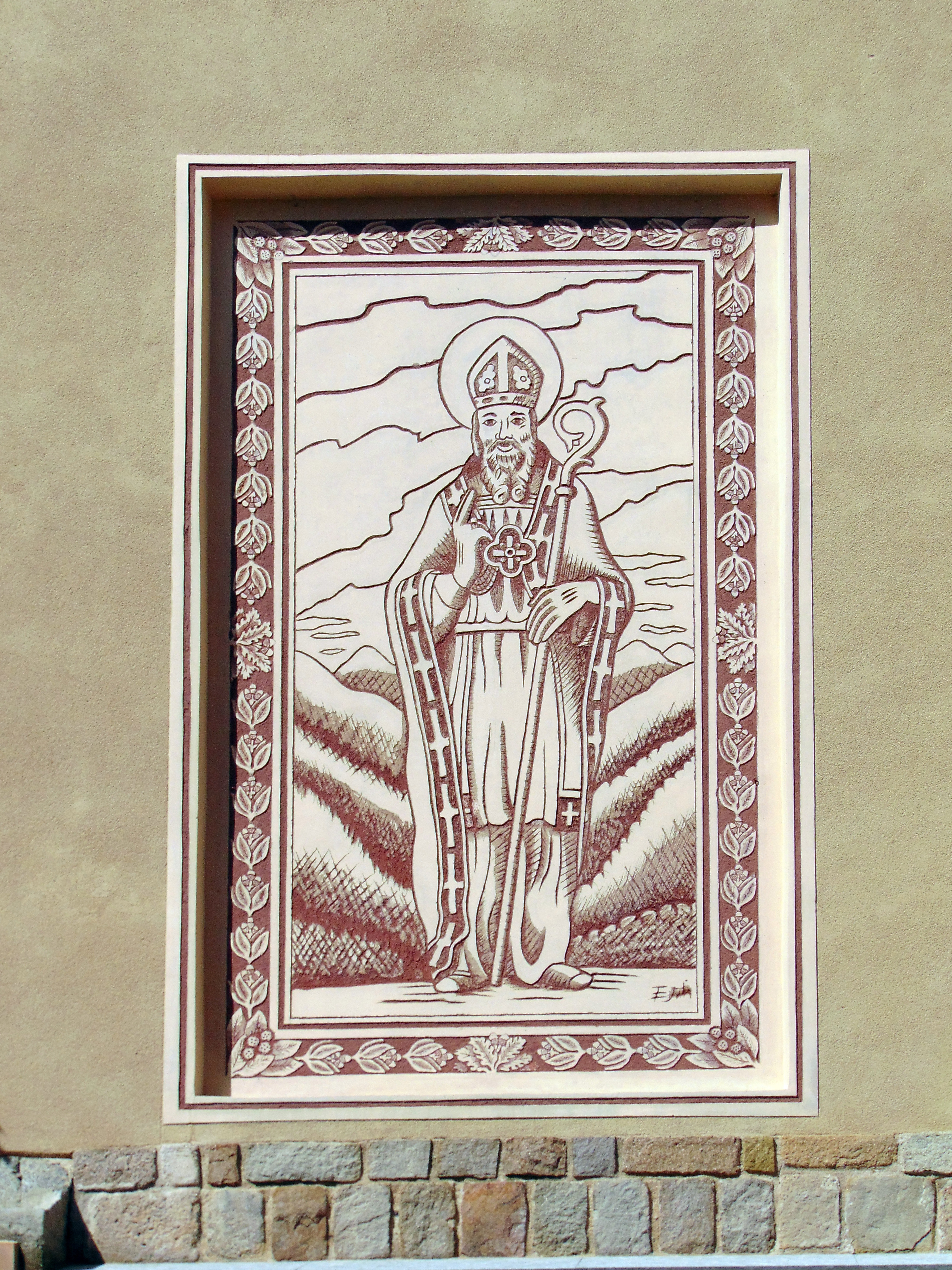
Imatge de sant Hilari a la façana de l'Església del municipi de Sant Hilari Sacalm.

Hilari va néixer a Poitiers a finals del segle III o principis del segle IV dC. Els seus pares eren pagans distingits. Va rebre una bona educació, que incloïa un alt nivell de grec. Va estudiar, més tard, els escrits de l'Antic i el Nou Testament, amb el resultat que va abandonar el seu neoplatonisme pel cristianisme, i amb la seva dona i la seva filla, tradicionalment coneguda com santa Abra de Poitiers, va ser batejat i rebut a l'Església.
L'arrianisme s'estava popularitzant entre els cristians en aquesta època i aquesta posició teològica va ser recolzada per Constantí el Gran. Hi va haver una sèrie de batalles violentes entre trinitaris i arrians.
L'any 353, els cristians trinitaris d'Arles van escollir Hilari com a bisbe, ja que el bisbe existent, Saturní d'Arles, era arià. Al Concili d'Arles del 313, els legats del papa Liberi es van negar a condemnar l'arianisme i van considerar oposar-se formalment a Atanasi d'Alexandria, que era un ferm defensor del trinitarisme contra l'arianisme. Hilari encara va aconseguir l'excomunió local, per part dels de la jerarquia gallicana que eren els seus aliats, del bisbe Saturní i dos dels seus destacats partidaris, els bisbes Ursaci de Singidunum i Valens de Mursa.
Aproximadament a la mateixa època, Hilari va escriure a l'emperador Constantí II una protesta contra les persecucions amb les quals els arris havien intentat acabar amb els seus oponents (Ad Constantium Augustum liber primus, de la qual la data més probable és l'any 355). Altres historiadors es refereixen a aquest primer llibre a Constantí com el "Llibre contra Valens", del qual només es conserven fragments. Els seus esforços no van tenir èxit en un primer moment, ja que al sínode de Biterrae (Béziers), convocat per l'emperador l'any 356 amb el propòsit declarat de resoldre la llarga disputa, un rescripte imperial va desterrar el nou bisbe, juntament amb Rodà de Tolosa, a Frígia, un reducte de l'arianisme.
Hilari va passar gairebé quatre anys a l'exili, encara que les raons d'aquest desterrament són obscures. L'explicació tradicional és que Hilari va ser exiliat per negar-se a subscriure la condemna d'Atanasi i la fe de Nicea. Més recentment, diversos estudiosos han suggerit que l'oposició política a Constantí i el suport de l'usurpador Claudi Silvà podrien haver portat a l'exili d'Hilari.

## Exili
Des de Frígia, però, va continuar governant la seva diòcesi, a més d'escriure dues de les seves contribucions més importants a la teologia dogmàtica i polèmica: el De synodis o De fide Orientalium, una epístola dirigida l'any 358 als bisbes de la Gàl·lia, Germània i Britànnia, analitzant les opinions dels bisbes orientals sobre la polèmica de Nicea. En revisar les professions de fe dels bisbes orientals als concilis d'Ancyra, Antioquia i Sirmium, va intentar demostrar que de vegades la diferència entre determinades doctrines i creences ortodoxes es trobava més en les paraules que en les idees, cosa que va portar als bisbes d'Occident a ser més reservats en la seva condemna.
El De trinitate libri XII, compost els anys 359 i 360, va ser la primera expressió reeixida en llatí de les subtileses teològiques d'aquell Concili elaborades originàriament en grec. Encara que alguns membres del propi partit d'Hilari van pensar que havia mostrat una tolerància massa gran cap als arrians, Hilari va respondre a les seves crítiques a l'Apologetica ad reprehensores libri de synodis responsa.
En la seva introducció clàssica a les obres d'Hilary, Watson resumeix els punts d'Hilari:
"Ells van ser els precursors de l'Anticrist... No es presenten com a bisbes de Crist, sinó com a sacerdots de l'Anticrist. Això no és un abús aleatori, sinó un reconeixement sobri del fet, afirmat per Sant Joan, que hi ha molts Anticrists. Perquè aquests homes assumeixen el mantell de la pietat i pretenen predicar l'Evangeli, amb l'únic objectiu d'induir els altres a negar Crist. Era la misèria i la bogeria del dia que els homes es van esforçar per promoure la causa de Déu per mitjans humans i el favor. Hilari pregunta als bisbes, que creuen en el seu càrrec, si els apòstols van tenir suport secular quan, amb la seva predicació, van convertir la major part de la humanitat...
"L'Església busca un suport secular i, en fer-ho, insulta Crist amb la implicació que el seu suport és insuficient. Ella, al seu torn, presenta l'amenaça de l'exili i la presó. Va ser la seva resistència a aquests el que va atraure els homes a ella; ara ella imposa la seva fe per la violència Ella anhela els favors de la mà dels seus comulcants que va ser la seva consagració que va fer front a les amenaces dels bisbes a l'exili. L'odi del món era l'evidència que ella era de Crist... El temps de l'Anticrist, disfressat com un àngel de la llum, ha arribat a gairebé totes les ments i els cors pot afirmar la falsedat d'ara endavant".
Hilari també va assistir a diversos sínodes durant el seu temps a l'exili, inclòs el concili de Selèucia (359) que va veure el triomf del partit homoion i la prohibició de tota discussió sobre la substància divina. El 360, Hilari va intentar, sense èxit, aconseguir una audiència personal amb Constantí, així com dirigir-se al consell reunit a Constantinoble el 360. Quan aquest concili va ratificar les decisions d'Ariminum i Selèucia, Hilari va respondre amb l'amarga In Constantium, que va atacar l'emperador Constantí com a Anticrist i perseguidor dels cristians ortodoxos. Les peticions urgents i reiterates d'Hilari per a fer debats públics amb els seus oponents, especialment amb Ursaci i Valens, van resultar finalment tan incòmodes que va ser enviat de nou a la seva diòcesi, que sembla haver arribat cap al 361, molt poc temps després de l'adhesió de Emperador Julià.

## Darrers anys
En tornar a la seva diòcesi l'any 361, Hilari va passar la major part dels dos o tres primers anys intentant persuadir el clergat local que la confessió homoionista era només una cobertura per al subordinacionisme arrià tradicional. Així, una sèrie de sínodes a la Gàl·lia van condemnar el credo promulgat al Consell d'Ariminum (359). 
Cap a l'any 360 o 361, animat per Hilari, Martí, el futur bisbe de Tours, va fundar l'Abadia de Ligugé a la seva diòcesi.
El 364, Hilari va estendre els seus esforços una vegada més més enllà de la Gàl·lia. Va destituir Auxenci, bisbe de Milà, un home molt favorable a l'imperi, com a heterodoxe. En conseqüència, l'emperador Valentinià I va convocar Hilari a Milà per mantenir-hi els seus càrrecs. Tanmateix, el suposat heretge va donar respostes satisfactòries a totes les preguntes proposades. Hilari va denunciar a Auxenci com un hipòcrita ja que havia estat expulsat de Milà de manera ignominiosa. En tornar a casa, Hilari l'any 365 va publicar el Contra Arianos vel Auxentium Mediolanensem liber, descrivint els seus esforços infructuosos contra Auxenci. També, potser en una data una mica anterior, va publicar el Contra Constantium Augustum liber, acusant l'emperador difunt d'haver estat l'Anticrist, un rebel contra Déu, "un tirà l'únic objectiu del qual havia estat fer un regal al diable d'aquell món pel qual Crist havia patit”.
Segons Jeroni d'Estridó, Hilari va morir a Poitiers l'any 367.

## Escrits
Les seves obres són:

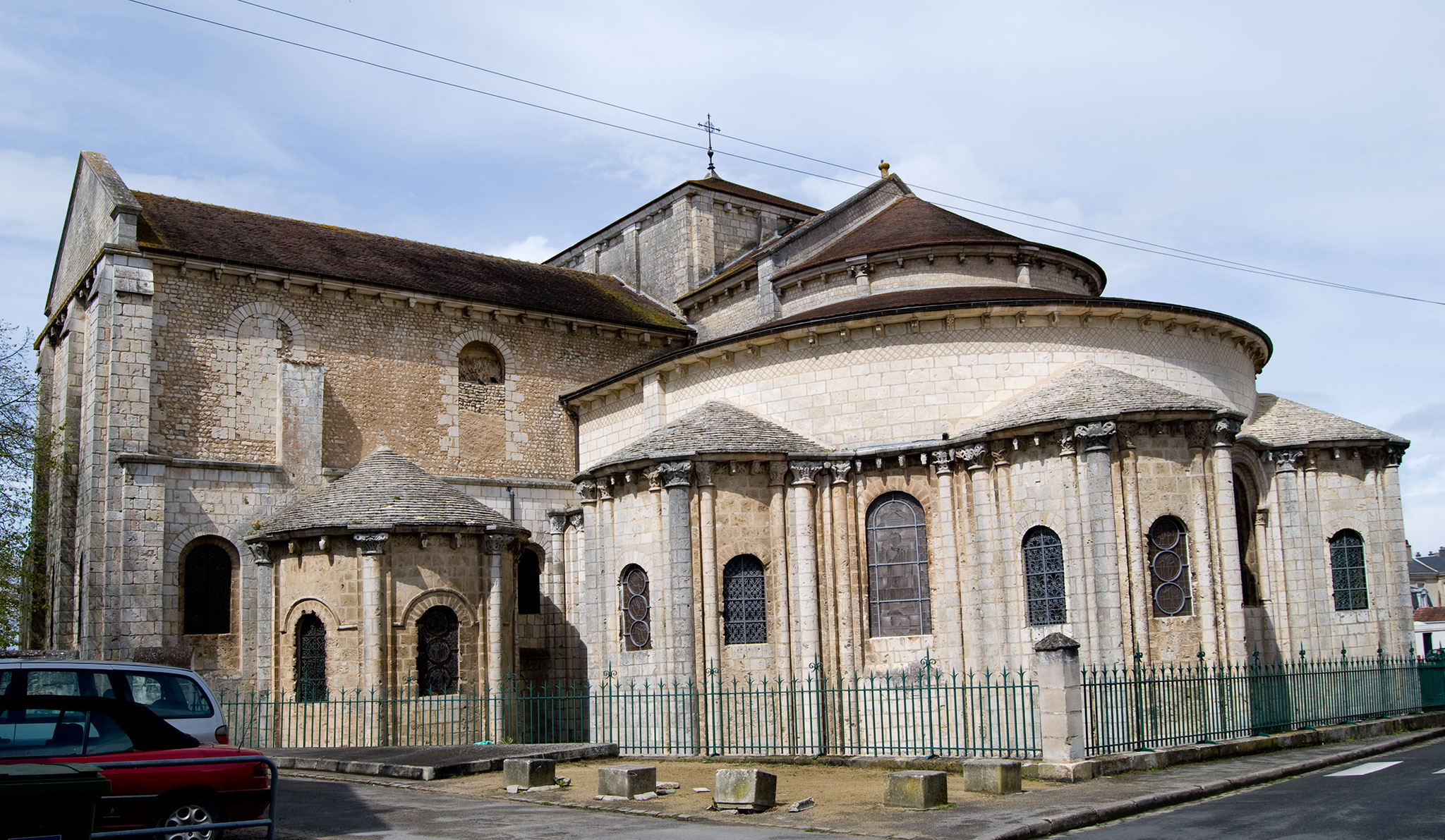
Absis de Saint-Hilaire-le-Grand, a Poitiers.

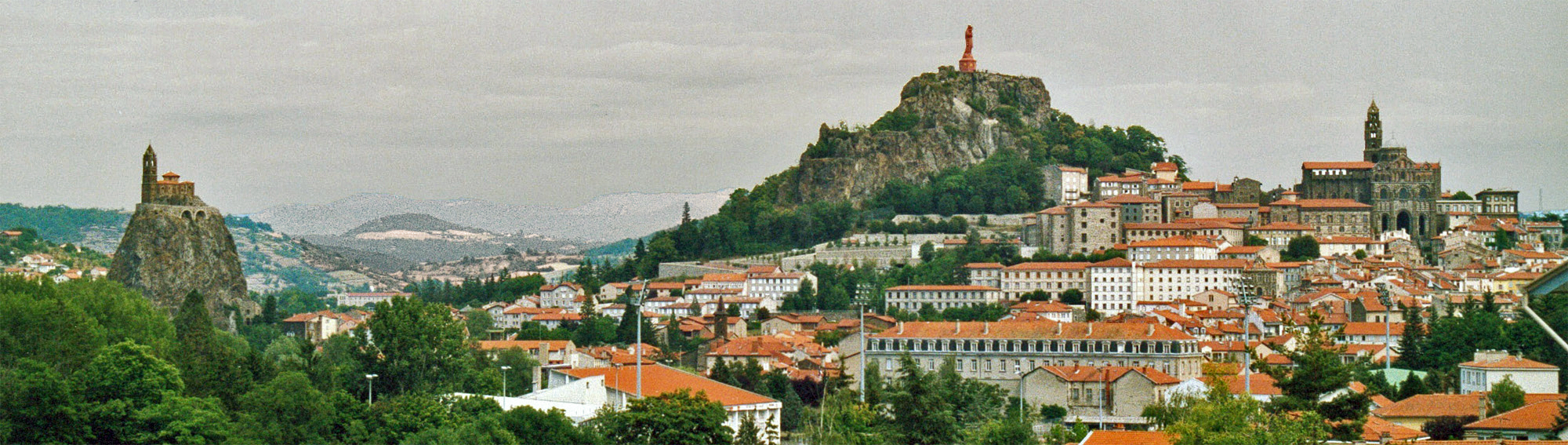
Lo Puèi de Velai, on hi ha les relíquies del sant des del s. IX.

- 1. Ad Constantium Augustum Liber primus, una petició a l'emperador perquè els arians posin fi a les persecucions contra els seus oponents, i on exposa diversos exemples de la crueltat de la repressió contra els catòlics.
- 2. Commentarius (s. Tractatus) in Evangelium, escrit abans del seu exili, és el més antic dels comentaris conservats sobre l'evangelista, i el citen amb freqüència Jeroni d'Estridó i Agustí d'Hipona. Mostra influències d'Orígenes.
- 3. De Synodis s. De Fide Orientalium s. De Synodis Graeciae, o De Synodis Fidei Catholicae contra Arianos et pracvaricatores Arianis acquiescentes, o simplement Epistola, una carta escrita l'any 358 als seus germans bisbes de la Gàl·lia, Britànnia i Germània on explica les opinions dels prelats orientals sobre la controvèrsia de la Trinitat.
- 4. De Trinitate Libri XII. s. Contra Arianos s. De Fide, l'obra més important d'Hilari, que la va acabar l'any 360. Conté una exposició completa de la doctrina de la Trinitat, una exposició dels principis que l'avalen i una refutació de tots els arguments dels heretges. És la primera gran obra sobre el tema de l'església llatina. Jeroni d'Estridó diu que estava dividida en dotze llibres, seguint l'esquema divisori de Quintilià, a qui l'autor segueix en l'estil.
- 5. Ad Constantium Augustum Liber secundus, llibre que va presentar personalment a l'emperador, on exposa que va ser desterrat per les calúmnies dels seus enemics i demana que escolti la seva causa.
- 6. Contra Constantium Augustum Liber, un atac molt dur contra l'emperador, que es diu que va ser escrit encara en vida d'aquest, però no va ser publicat fis que Constanci va morir.
- 7. Contra Arianos vel Auxentium Mediolanensem Liber unus o també, Epistola ad Catholicos et Auxentium, una carta enviada als emperadors Valentinià I i Valent.
- 8. Commentarii (s. Tractatus, s. Expositiones) in Psalmos
- 9. Fragmenta Hilarii. publicat per primera vegada l'any 1598, conté fragments d'una obra perduda sobre els sínodes d'Arminium i Seleucia.

Altres obres són dubtoses:
- 1. Epistola ad Abram Filiam suam, dissuadint-la de casar-se amb ningú excepte amb Crist
- 2. Hymnus Matutinus, dirigit també a la seva filla Abra

Obres perdudes, citades per Jeroni i Agustí, i altres erudits:
- 1. Libellus ad Sallustium Galliarum Praefectum contra Dioscurum medicum, probablement una apologia del cristianisme.
- 2. Commentarius (s. Tractatus) in Jobum, una traducció del grec d'una obra d'Orígenes.
- 3. Liber adversus Valentem et Ursatium, fragments d'una altra obra.
- 4. Hymnorum Liber
- 5. Mysteriorum Liber
- 6. Diverses Epistolae o cartes
- 7. Commentarius in Cantica Canticorum, uns comentaris al Càntic dels Càntics que Jeroni d'Estridó considerava espuris.
- 8. Expositio Epistolae ad Timotheum, un comentari sobre les Epístoles a Timoteu, també considerades dubtoses.

Hilari tenia una gran capacitat intel·lectual i molt de coratge i perseverança en la defensa de la fe però se'l podria acusar de fanatisme, ja que sovint defensava les seves opinions amb una violència més que discutible. No tenia gaires coneixements de grec i ignorava l'hebreu. Erasme demostra que les seves exposicions sobre Crist i la Trinitat no són ortodoxes, encara que entre els seus contemporanis va tenir gran acceptació.

## Veneració

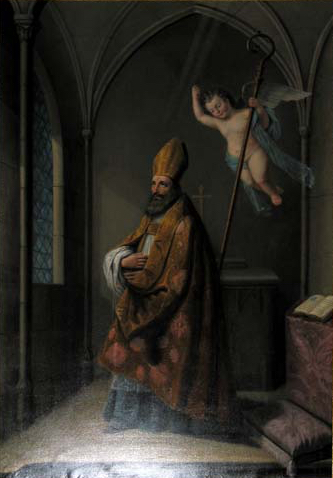
Saint Hilairi, representat per Pierre-Floréal Crémière (1846)

Hilary és l'escriptor llatí preeminent del segle IV (abans d'Ambrose ). Agustí d'Hipona el va anomenar "l'il·lustre doctor de les esglésies", i les seves obres van continuar tenint una gran influència en els segles posteriors. Venantius Fortunatus va escriure una vita d'Hilari el 550, però ara pocs la consideren fiable. Més fiables són els avisos de Sant Jeroni ( De vir. illus. 100), Sulpicius Severus ( Cron. ii. 39–45) i en els escrits del propi Hilari.  El papa Pius IX el va reconèixer oficialment com a Doctor de l'Església el 1851.
En el calendari romà de sants, la festa d'Hilari és el 13 de gener i el 14 de gener en la forma anterior a 1970 del calendari. Els termes de primavera dels tribunals de justícia anglesos i irlandesos i les universitats d'Oxford i Dublín s'anomenen amb el terme Hilari ja que comencen aproximadament aquesta data. Alguns consideren sant Hilari de Poitiers el patró dels advocats.
Hilary és recordat a la Comunió Anglicana amb un festival menor el 13 de gener.
Per la seva escriptura, el símbol de Sant Hilari són tres llibres i una ploma.

## Cultura popular
Els termes Hilari i hilaritat estan etimològicament connectats. La connexió podria estar vinculada irònicament a la contundència i energia que Hilari posava quan exposava els seus arguments.
En la tradició popular catalana hi ha l'expressió "fer un sant hilari" que significa ingerir el contingut d'un got ple de cop. La pràctica tradicional és aixecar els gots mentre es diu "Sant hilari, sant hilari, fill de puta qui no se l’acabi!!". Coneixen aquesta expressió les persones nascudes a partir de la dècada del 1970. El grup musical Brams va estendre aquesta expressió als Països Catalans en una cançó a la dècada del 1980 que s'anomena Goigs a Sant Hilari. L'origen de l'expressió s'ha relacionat amb el municipi de Sant Hilari Sacalm, que rep el seu nom d'Hilari de Poitiers, i amb la proximitat entre la paraula Hilari i la hilaritat.
En la tradició literària catalana i espanyola el joc entre els termes Hilari i hilaritat ha estat motiu de diversos jocs de paraules. Entre d'altres escriptors, ha estat utilitzat per Góngora, Gil Vicente, Torres Naharro o Timoneda, entre d'altres.